# Тайный язык
Тайный язык, или секретный язык — налаженная система специфического внутригруппового общения, основная цель которой — скрыть смысл коммуникативных намерений от чужаков. Секретные языки могут иметь языковой, неязыковой (жесты, знаки, рисунки), а также смешанный характер. Известны с давних времён.

## Внутриэтнические
Секретные языки могут вырабатывать дети с целью скрыть свои намерения от взрослых (детские тайные языки).
К такой же тактике часто прибегают взрослые с целью скрыть смысл сообщаемого от детей. Например, слова произносятся не целиком, а по буквам. В условиях языкового сдвига взрослые могут пользоваться отмирающим языком с целью сделать сообщаемое непонятным для детей. Так, например, в британском Тринидаде в начале XX века взрослые пользовались постепенно вытесняемым французским языком с целью скрыть сообщаемое от детей, с которыми обычно употребляли лишь английский.

## Межэтнические
В принципе, любой малоизвестный в данном регионе язык может быть использован как секретный. Таковы, например, язык гератских евреев, также мугатский язык, который выработали среднеазиатские цыгане-люли. Трансвеститы в Джакарте используют в качестве секретного языка нидерландский (язык бывшей метрополии, который постепенно угас после обретения независимости).

### Военные
В военных целях секретные языки используются довольно часто. Так, повстанцы Восточного Тимора использовали португальский язык, которым почти не владели их главные противники — индонезийцы. Повстанцы Западной Сахары используют испанский язык, которым слабо владеют марокканцы. В XX веке армия США использовала в качестве секретного язык навахо. Во время Великой Отечественной войны связисты Красной армии — выходцы из малых народов СССР — часто использовали с теми же целями свои родные языки, зная, что на другом конце линии связи находится их земляк, а прослушивающий их переговоры связист вермахта вряд ли владеет марийским или аварским.